# 渋谷プロダクション
渋谷プロダクション（しぶやプロダクション）は、主宰の小林良二によって設立された制作会社・配給会社・キャスティング会社である。協同組合日本映画製作者協会会員。通称渋谷プロ。

## 概要
映画・CMの制作・配給・宣伝・キャスティング業務に関わる。

## 制作・配給参加作品

### 映画
- 「名前のない女たち」監督：佐藤寿保（原作：中村淳彦 2010年）製作・制作
- 「ヴァージン」監督：今泉力哉・福島拓哉・吉田光希（2012年）製作・制作・配給
- 「ネオン蝶1話・2話」監督：サトウトシキ・原作：倉科遼（2013年）制作
- 「ネオン蝶3話・4話」監督：城定秀夫・原作：倉科遼（2013年）制作
- 「彌勒 MIROKU」監督：林海象 原作：稲垣足穂（2013年）制作協力
- 「華魂 HANA-DAMA」監督：佐藤寿保（2014年）製作・制作・配給・宣伝
- 「銀座並木通り クラブアンダルシア」監督：和田秀樹 原作：倉科遼（2014年）配給・宣伝
- 「ゆめはるか」監督：五藤利弘（2014年）配給協力
- 「アイアンガール ULTIMATE WEAPON[1]」監督：藤原健一（2015年）配給
- 「ポセイドンの涙」監督：監督：大島孝夫・鹿島潤（2015年）配給協力
- 「向日葵の丘・1983年夏」監督：太田隆文（2015年）配給協力・宣伝
- 「赤い玉、」監督：高橋伴明 （2015年）製作・配給・宣伝
- 「華魂幻影」監督：佐藤寿保 （2015年）製作・制作・配給・宣伝
- 「秋の理由」監督：福間健二（2016年）製作・配給・宣伝
- 「いのちあるかぎり」監督：渡邊豊（2016年）配給協力・宣伝
- 「HER MOTHER 娘を殺した死刑囚との対話」監督：佐藤慶紀（2017年）製作・配給・宣伝
- 「レミングスの夏」監督：五藤利弘（2017年）配給・宣伝
- 「名前のない女たち うそつき女」監督：サトウトシキ（原作：中村淳彦2018年）製作・配給・宣伝
- 「LADY NINJA〜青い影〜」監督：藤原健一（2018年）製作・配給・宣伝
- 「私は絶対許さない」監督：和田秀樹（原作：雪村葉子・2018年）製作・制作・配給・宣伝
- 「明日にかける橋 1989年の想い出」監督：太田隆文（2018年）制作協力・配給・宣伝
- 「single mom 優しい時間。」監督：松本和巳（2018年）製作・配給・宣伝
- 「美しすぎる議員」監督：五藤利弘（2019年）配給・宣伝
- 「アイアンガール FINAL WARS」監督：藤原健一（2019年）配給・宣伝
- 「新宿タイガー」監督：佐藤慶紀（2019年）製作・企画・配給・宣伝
- 「ひとくず」監督・主演：上西雄大（2020年）配給・宣伝
- 「いつくしみふかき」監督：大山晃一郎（2020年）配給・宣伝
- 「ドキュメンタリー沖縄戦 知られざる悲しみの記憶」監督:太田隆文（2020年）配給・宣伝
- 「ファンファーレが鳴り響く」監督：森田和樹（2020年）製作・制作・配給・宣伝
- 「痛くない死に方」監督：高橋伴明（原作：長尾和宏 2020年）製作・配給・宣伝
- 「けったいな町医者」監督：毛利安孝（2021年）製作・配給・宣伝
- 「スレイト」監督：チョ・バルン（2021年）配給協力・宣伝
- 「ねばぎば 新世界」監督：上西雄大（2021年）配給・宣伝
- 「ベイビーわるきゅーれ」監督：阪元裕吾（2021年）製作・配給・宣伝
- 「北風アウトサイダー」監督：崔哲浩（2022年）配給・宣伝
- 「乙女たちの沖縄戦～白梅学徒の記録～」監督：松村克弥、太田隆文（2022年）配給・宣伝
- 「夜明けまでバス停で」監督：高橋伴明（2022年）製作・配給・宣伝
- 「BAD CITY」監督：園村健介（2022年）製作・配給・宣伝
- 「いちばん逢いたいひと」監督：丈（2023年）配給・宣伝[2]
- 「生きててごめんなさい」監督：山口健人（2023年）製作・配給・宣伝
- 「ベイビーわるきゅーれ 2ベイビー」監督：阪元裕吾（2023年）製作・配給・宣伝
- 「札束と温泉」監督：川上亮（2023年）配給
- 「火だるま槐多よ」監督：佐藤寿保（2023年）製作・配給・宣伝
- 「沖縄狂想曲」監督：太田隆文（2024年）配給
- 「ベイビーわるきゅーれ ナイスデイズ」監督：阪元裕吾（2024年）製作・配給・宣伝
- 「ぴっぱらん！！」監督：崔哲浩（2024年）配給・宣伝
- 「きみといた世界」監督：政成和慶（2024年）配給協力・宣伝
- 「「桐島です」」監督：高橋伴明（2025年）配給・宣伝
- 「囁きの河」監督：大木一史（2025年）配給・宣伝
- 「また逢いましょう」監督：西田宣善（2025年）配給
- 「ハオト」監督：丈（2025年）配給・宣伝

### バラエティー番組
- 「ワケありバンジー」原案・監修：秋元康（2010年・u局系）製作・制作
- 「本当に超くだらないドッキリ映像」演出：植田中、小林良二（2017）製作・制作

## キャスティング参加作品

### 映画
- 「クールディメンション」監督：石井良和（2006年・クールディメンション製作委員会）
- 「アイランドタイムズ」監督：深川栄洋（2007年・フジテレビ）
- 「実録・連合赤軍 あさま山荘への道程」監督：若松孝二（2008・若松プロダクション）
- 「ペルソナ」監督：樫原辰郎（2008年・リベロ）
- 「すんドめ1 - 4話」監督：宇田川大吾 原作：岡田和人（2008 - 2010年・ティーエムシー）
- 「カクトウ便1 - 3話」監督：植田中・石井哲也・宇田川大吾（2008年・カクトウ便製作委員会）
- 「十年愛」監督：植田中 原作：倉科遼（2008年・テンダープロ）
- 「黄金花」監督：木村威夫（2009年・太秦）
- 「銀座愛物語 クラブアンダルシア」監督：横山浩之 原作：倉科遼（2009年・テンダープロ）
- 「コスプレ探偵」監督：仁同正明 原作：倉科遼（2009年・エースデュース）
- 「実写版まいっちんぐマチコ先生 無敵のおっぱい番長タイマン勝負で、まいっちんぐ♪」監督：植田中 原作：えびはら武士（2009年・ティーエムシー）
- 「天然華汁さやか1話 - 2話」監督：宇田川大吾 原作：佐能邦和（2009年・ティーエムシー）
- 「ほっぷすてっぷじゃんぷ」監督：中野貴雄 原作：岡田和人（2009年）
- 「特命女子アナ 並野容子1話 - 2話」監督：田尻裕司 原作：柳沢きみお（2009年 - 2010年・ティーエムシー）
- 「巨乳ドラゴン 温泉ゾンビVSストリッパー5」監督：中野貴雄 原作：三家本礼（2010年・ティーエムシー）
- 「キャタピラー」監督：若松孝二（2010年・若松プロダクション）
- 「青い青い空」監督：太田隆文（2010年・浜松市やらまいか実行委員会）
- 「アベックパンチ」監督：古澤健 原作：タイム涼介（2011年・アンプラグド）
- 「わたしの人生(みち) 我が命のタンゴ」監督：和田秀樹（2012年・ファントムフィルム）
- 「ビターコーヒーライフ」監督：横山浩之（2011年・テンダープロ）
- 「11・25自決の日三島由紀夫と若者たち」監督：若松孝二（2012年・若松プロ）
- 「東京無印女子物語」監督：大九明子 原作：なるせゆうせい（2012年・ベストブレーン）
- 「ストリッパー」監督：片岡修二（2012年・アルゴピクチャーズ）
- 「蝉の女 愛に溺れて」監督：森岡利行 原作：郷田マモラ（2012年・アルゴピクチャーズ）
- 「百日のセツナ 禁断の恋」監督：いまおかしんじ（2012年・アルゴピクチャーズ）
- 「千年の愉楽」監督：若松孝二 原作：中上健次（2013年・若松プロ）
- 「恐竜を掘ろう」監督：大和田伸也（2013年・東京テアトル）
- 「ごくつまの恋」監督：石川均（2013年・アルゴピクチャーズ）
- 「モーニングセット、牛乳、春」監督：サトウトシキ（2013年・スターボード）
- 「銀座並木通り クラブアンダルシア」監督：和田秀樹 原作：倉科遼（2014年）
- 「始まりも終わりもない」監督：伊藤俊也（2013年・マジックアワー）
- 「朝日のあたる家」監督：太田隆文（2013年・渋谷プロダクション）
- 「ゴーストバンド」監督：月川翔（2013年）
- 「年上ノ彼女1話 - 6話」監督：植田中、宇田川大吾・吉村典久（2013年・SPO）
- 「赤×ピンク」監督：坂本浩一  原作：桜庭一樹（2014年・ＫＡＤＯＫＡＷＡ）
- 「はなればなれに」監督：下手大輔（2014年・particlepicturs）
- 「マリアの乳房」監督：瀬々敬久 （2014年・アルゴピクチャーズ）
- 「ローリング」監督：冨永昌敬 （2015年・マグネタイズ）
- 「断食芸人」監督：足立正生  原作：フランツ・カフカ（2016年・太秦）
- 「眼球の夢」監督：佐藤寿保 （2016年・太秦）
- 「止められるか、俺たちを」監督：白石和彌（2018年・若松プロダクション）
- 「のさりの島」監督：山本起也（2019年・北白川派）
- 「われ弱ければ」監督：山田火砂子（2022年・現代ぷろだくしょん）

### ドラマ
- 「楊貴妃秘史（中文版）」（2008年・中国ドラマ） ※日本人キャスト担当
- 「D×TOWN ボクらが恋愛できない理由」演出：月川翔（2012年・TX）
- 「Mr.サンデー特別版・新証言&極秘資料入手『東京オリンピックと世紀の大犯罪』〜追跡！封印された死刑囚たちの“正体”〜」（2014年・CX）
- 「ワカコ酒２」（2016年・BSJAPAN）
- 「東京二十三区女」（2019年・WOWOW）
- 「3人のシングルマザーすてきな人生逆転物語」（2020年・CX）
- 「アイゾウ」（2022年・CX）
- 「帯広ガストロノミー」（2022年・WOWOWプラス）
- 「ＲＥＡＬ」（2024年・FOD）